# Деренчук Павло Андрійович
Павло Андрійович Деренчук (4.02.2001—25.02.2022) — солдат Збройних сил України, учасник російсько-української війни, загинув під час російського вторгнення в Україну. 

## Життєпис
Народився 4 лютого 2001 року в Золотоніському районі Черкаської області. Закінчив у 2018 році Золотоніську ЗОШ №3.
Під час російського вторгнення в Україну був оператором радіолокаційної станції зенітно-ракетного полку. Загинув 25 лютого 2022 року в результаті вертольотного обстрілу в Київській області.

## Нагороди
- Медаль «Захиснику Вітчизни» (2022, посмертно) — за особисту мужність і самовіддані дії, виявлені у захисті державного суверенітету та територіальної цілісності України, вірність військовій присязі[3].